# Варзеа-Нова
Варзеа-Нова (порт. Várzea Nova)  —  муниципалитет в Бразилии, входит в штат Баия. Составная часть мезорегиона Северо-центральная часть штата Баия. Входит в экономико-статистический микрорегион Жакобина. Население составляет 11 973 человека на 2006 год. Занимает площадь 1165,165 км². Плотность населения — 10,3 чел./км².

## История
Город основан 25 февраля 1985 года.

## Статистика
- Валовой внутренний продукт на 2003 год составляет 27 840 574,00 реалов (данные: Бразильский институт географии и статистики).
- Валовой внутренний продукт на душу населения на 2003 год составляет 2145,71 реалов (данные: Бразильский институт географии и статистики).
- Индекс развития человеческого потенциала на 2000 год составляет 0,586 (данные: Программа развития ООН).